# Sabaudia

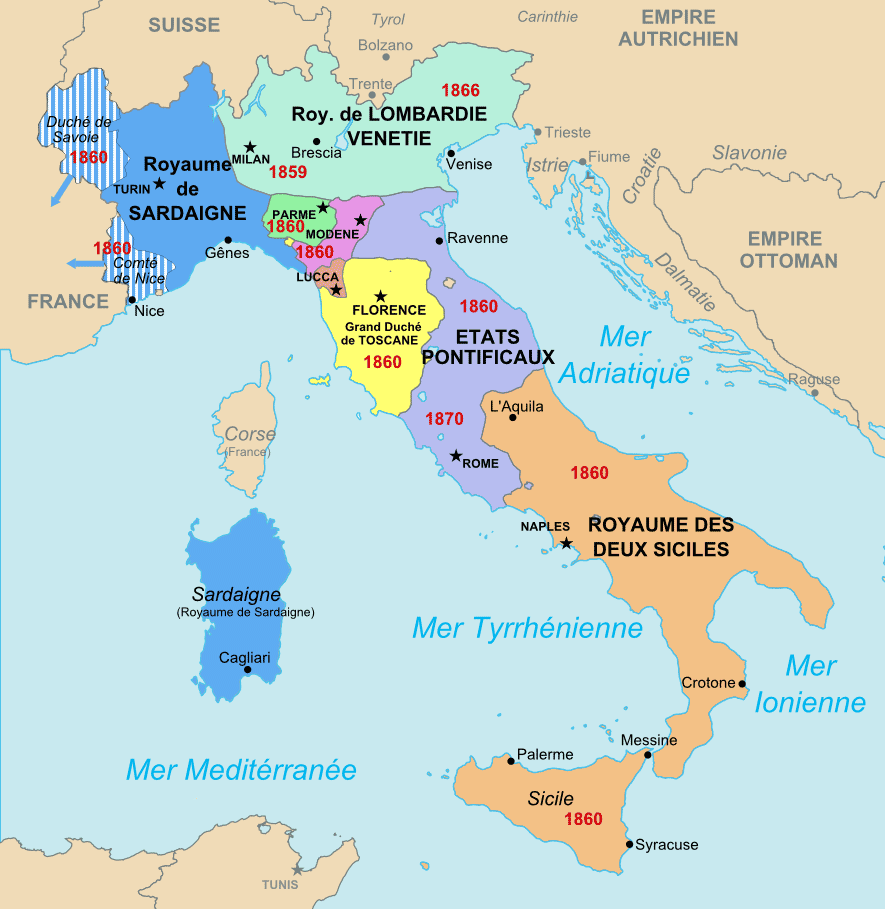
Lokalizacja Sabaudii w XIX wieku na mapie Włoch.

Sabaudia (fr. Savoie) – kraina historyczna w południowo-wschodniej Francji, we francuskich Alpach, przy granicy ze Szwajcarią i Włochami. Część regionu administracyjnego Owernia-Rodan-Alpy (departamenty Sabaudia i Górna Sabaudia).

## Informacje ogólne
- stolica: Chambéry
- powierzchnia: 10 400 km²
- liczba mieszkańców: 920 tys.
- gęstość zaludnienia: 88,5 os./km²
- główne miasta: Annecy

Sabaudia obejmuje Alpy Sabaudzkie z masywami Mont Blanc (4807 m) i Vanoise (3852 m). Głębokie doliny rzek: Isère, Arc. Jeziora: Genewskie, Annecy, Bourget.
Przemysł: huty aluminium i stali szlachetnych, przemysł precyzyjny, drzewny, papierniczy, chemiczny, skórzany. W dolinach uprawa zbóż, roślin pastewnych i winorośli, w wyższych partiach hodowla bydła i owiec, wyrób serów. Istotną gałąź gospodarki stanowi turystyka oparta na licznych ośrodkach sportów zimowych i uzdrowiskach (m.in. Chamonix-Mont-Blanc, Albertville, Aix-les-Bains, Évian-les-Bains, Thonon-les-Bains).

## Historia

Lokalizacja Sabaudii (czerwona) w XV wieku na mapie Włoch.

Nazwa Sabaudii znana już była Rzymianom, ale długo jeszcze granice tego kraju były nader zmienne. W gruncie rzeczy jako Sabaudię określano w średniowieczu terytorium podlegające rodowi Savoia (tzw. Dom Sabaudzki).
Na kongresie wiedeńskim w 1815 r. oprócz Szwajcarii, zagwarantowano części Sabaudii integralność terytorialną.
Sabaudia stała się motorem zjednoczenia Włoch. Władca z dynastii sabaudzkiej został pierwszym królem włoskim. Jednak w zamian za pomoc w zjednoczeniu Włoch, sama Sabaudia na mocy porozumienia z Plombières (1858 r.), popartego referendum wśród miejscowej ludności, została w 1860 r. włączona do Francji – w referendum nie przewidziano opcji pozostania niepodległą ani włączenia do sąsiedniej Szwajcarii, z którą Sabaudia utrzymywała zawsze bliskie stosunki. Pojawiły się również głosy, że referendum zostało sfałszowane.